# Combate del puente de Llaclla
El combate del puente de Llaclla fue un enfrentamiento menor de la campaña de Yungay durante la Guerra contra la Confederación Perú-Boliviana. 
Es un episodio célebre para la historiografía chilena que recuerda como el sargento mapuche Juan Lorenzo  Colipí, al mando de 10 hombres del batallón Carampangue, defendió su posición durante 5 horas ante el ataque de 20 soldados confederados. Los restauradores impidieron que sus enemigos pudieran forzar el paso y se retiraron durante la noche para reunirse con el resto del ejército, dejando un muerto en el campo, cargando un herido y teniendo un cabo disperso durante la noche. 
Por esta acción Lorenzo  Colipí fue ascendido a teniente y el gobierno decretó una condecoración dedicada a los "Once del puente de Llaclla."

Señor General: Con fecha 14 me dio parte el comandante militar de Cajatambo, que los enemigos se aproximaban hacia ese punto, y que el quedaba observando sus movimientos. El 16 mandé al Sargento D. Juan Colipi del batallón Carampangue, con diez hombres montados, con el objeto que observara más de cerca al enemigo. El 17 me dio parte este que lo había avistado entre Gorgorillo y Mangas, y que él se replegaba al puente de Llaclla, distante seis leguas de este punto. A las once de la noche del mismo día fue atacado en dicho puente por fuerzas muy considerables, y se sostuvo hasta las tres y media de la mañana, hora en que emprendió su retirada para el pueblo de Ticllos, para observar desde allí los movimientos del enemigo. Su pérdida consistió en un muerto, un herido y un cabo que se extravió por la oscuridad de la noche. Con estos avisos que llegaron a mí a las diez de la mañana del día 18 dispuse que la división emprendiese su retirada [...].
Parte del general Torrico al jefe de estado mayor José María de la Cruz.